# 093号線 (チェコ)
チェコ国鉄093号線、別名クラルピ・ナド・ヴルタヴォウ～クラドノ線（チェコ語;Železniční trať Kralupy nad Vltavou – Kladno）は、チェコ国鉄の鉄道線の名称である。
1855年、ブシチェフラド鉄道によって開業した。

## 運行形態[2]

### 快速「スピェシニー(Sp)」
- プラハ - クラドノ - オストロヴェツ ( - ドゥビー )
大半がオストロヴェツ以南の運行で、2時間に1本の運行。全列車がクラドノから120号線のプラハに乗り入れる。東行は、平日のみ片道1本がドゥビーまで直通する。西行は、平日2本がドゥビー始発となる。093線内は各駅に停車する。
過去の運行形態
2019年以前は、東行がプラハ→クラドノ→オストロヴェツ、西行がクラルピ（休日はオストロヴェツ）→クラドノ→プラハの運行が大半であった。全列車が各駅に停車していた。
2020年度以降、東行が平日1本のみドゥビーまで直通、西行は平日2本・休日1本がクラルピ発、平日2本がドゥビー始発となった。
2023年度に、クラルピ発の列車が普通列車に置き換えられ、休止となった。
2023年7月から2024年7月にかけて運休していた。[3]

### 普通
全線通しの便と、クラドノ～オストロヴェツの区間運転の便がある。このうち多くが
- プラハ - クラドノ - クラルピ
1時間に1本の運行。一部はオストロヴェツ止まりで、オストロヴェツ以北は平日1-2時間に1本、休日2時間に1本の運行となる。クラルピ以南は120号線のプラハ方面に乗り入れる。大部分がヴラピツェを通過する。
過去の運行形態
2022年度以前は、東行がクラルピ行（半数弱はオストロヴェツ止まり）で、西行がオストロヴェツ始発であった。平日午後は半数がオストロヴェツで系統が分かれていて、乗換が必要となっていた。また全て各駅停車であった。
2023年度より、西行の半数強がクラルピ始発となった。大部分がドゥビーとヴラピツェ通過、一部がドルジェトヴィツェ通過となった。
2023年7月から2024年7月にかけて運休していた。
2025年度より、ドゥビーは全列車停車となった。

- クラドノ - オストロヴェツ
平日2-4時間に1本、休日2時間に1本の運行。快速と合わせて1時間に1本の運行となる。クラドノで120号線のプラハ方面特急と接続する。
過去の運行形態
2022年度以前は、東行がオストロヴェツ行、西行がクラルピ始発で、いずれも2時間に1本の運行であった。また、平日午後には、クラルピ→オストロヴェツの列車も2時間に1本運行していた。
2023年度より、西行もオストロヴェツ始発が中心となった。快速の増発に伴い、平日は2-4時間に1本の運行となった。西行のオストロヴェツ止まりは、前述のプラハ行の列車に置き換えられた。
2023年7月から2024年7月にかけての間のみ、クラドノ - ブランディーセク間で運休し、ブランディーセク - クラルピ間に平日一時間に1本、休日2時間に1本全て各駅停車での運行となった[3]。

## 駅一覧
以下では、チェコ国鉄093号線の駅と営業キロ、停車列車、接続路線などを一覧表で示す。
- 種別
  - Sp：快速
  - Os：普通
- 停車駅
  - ■印：全列車停車
  - ●印：一部通過
  - ○印：一部停車
  - ｜印：全列車通過

| 路線名 | 駅名                                     | 駅間営業キロ | 累計営業キロ | Sp | Os | 接続路線 | 所在地         | 所在地           |
| ------ | ---------------------------------------- | ------------ | ------------ | -- | -- | --- | -------------- | ---------------- |
| 093    | クラドノ駅                               |              | 0.0          | ■  | ■  | 120号線 | 中央ボヘミア州 | クラドノ郡       |
| 093    | クラドノ町駅                             | 2.7          | 2.7          | ■  | ■  | | 中央ボヘミア州 | クラドノ郡       |
| 093    | クラドノ・オストロヴェツ駅               | 1.0          | 3.7          | ■  | ■  | | 中央ボヘミア州 | クラドノ郡       |
| 093    | クラドノ・シヴェルモフ駅                 | 2.6          | 6.3          | ■  | ■  | | 中央ボヘミア州 | クラドノ郡       |
| 093    | クラドノ・ドゥビー駅                     | 1.2          | 7.5          | ■  | ■  | | 中央ボヘミア州 | クラドノ郡       |
| 093    | クラドノ・ヴラピツェ駅                   | 1.7          | 9.2          |    | ○  | | 中央ボヘミア州 | クラドノ郡       |
| 093    | ブランディーセク駅                       | 2.7          | 11.9         |    | ■  | | 中央ボヘミア州 | クラドノ郡       |
| 093    | ドルジェトヴィツェ駅                     | 2.2          | 14.1         |    | ●  | | 中央ボヘミア州 | クラドノ郡       |
| 093    | ザーコラニ駅                             | 3.9          | 18.0         |    | ■  | ザーコラニ停留所から 121号線（ホスチヴィツェ方面、スラニー方面）                                                                  | 中央ボヘミア州 | クラドノ郡       |
| 093    | オトヴィヴィツェ駅                       | 1.8          | 19.8         |    | ■  | | 中央ボヘミア州 | ムニェルニーク郡 |
| 093    | クラルピ・ナド・ヴルタヴォウ・ミニツェ駅 | 2.8          | 22.6         |    | ■  | | 中央ボヘミア州 | ムニェルニーク郡 |
| 093    | クラルピ・ナド・ヴルタヴォウ駅           | 2.5          | 25.1         |    | ■  | 090号線（ウースチー方面） 091号線（プラハ方面）、092号線（ネラトヴィツェ方面） 110号線（ロウニ方面）、111号線（ヴェルヴァリ方面） | 中央ボヘミア州 | ムニェルニーク郡 |